# Hippolyte Fortoul
Hippolyte Nicolas Honoré Fortoul (Digne-les-Bains, 13 augustus 1811 - Bad Ems, 7 juli 1856) was een Frans politicus ten tijde van het Tweede Franse Keizerrijk.
Nadat Fortoul eerder had gediend als minister van Marine onder de Tweede Franse Republiek, benoemde president Lodewijk Napoleon Bonaparte hem daags na diens staatsgreep van 2 december 1851 in de keizerlijke regering-Bonaparte III als minister van Openbaar Onderwijs.
Als minister van Onderwijs schafte hij de onafzetbaarheid van professoren af. Dit had nadelige gevolgen voor onder meer Victor Cousin, Jules Michelet, Edgar Quinet, Jules Simon, die opposanten waren van het keizerlijke regime.
Bineau zetelde sinds 19 december 1853 ook als senator in de Senaat.
Op 7 juli 1856 overleed Fortoul aan een hartaanval in de Pruisische stad Bad Ems, van waaruit later het Emser Depesche zou vertekken, wat de aanleiding zou worden van de Frans-Duitse Oorlog, die zou resulteren in de val van het Keizerrijk. Jean-Baptiste Philibert Vaillant volgde hem tijdelijk op als minister. Die zou op zijn beurt worden vervangen door Gustave Rouland.